# Pedicia lewisiana
Pedicia (Pedicia) lewisiana là một loài ruồi trong họ Pediciidae. Chúng phân bố ở vùng sinh thái Nearctic.